# 天斩煞

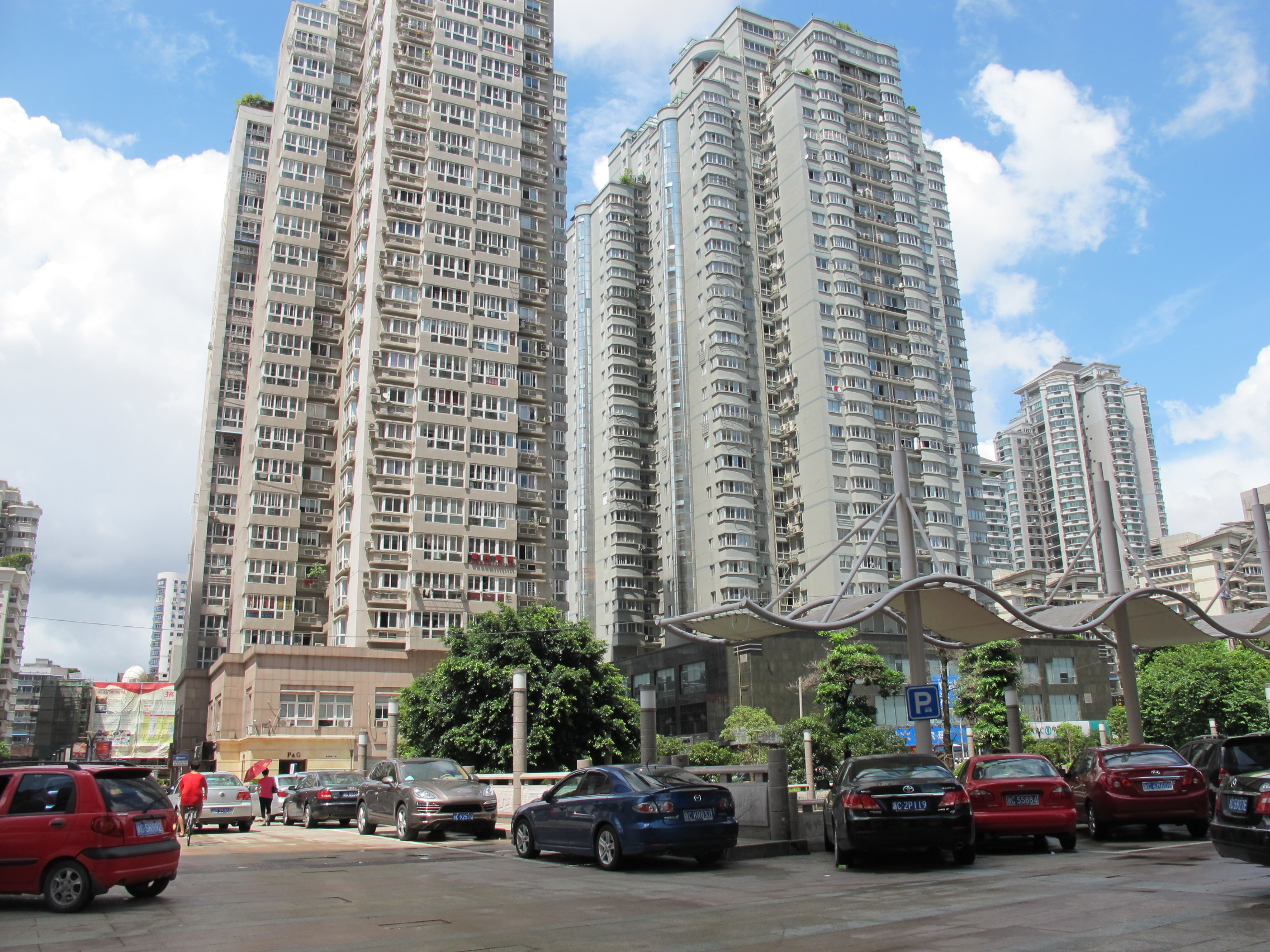
天斩煞示意图

风水学认为天斩煞是一种对人不利的格局，形势为房屋位于两栋更高的大厦缝隙处。

## 危害及化解方法
风水学家称天斩煞会影响家人运势和身体健康，
而其化解方法为在大门悬挂八卦镜、葫芦、摆放一对貔貅/石狮子。